# Rokonhangok
Rokonhangok (Ungerska: Besläktade stämmor), op. 246, är en polka-française av Johann Strauss den yngre, som även är bekant under namnet Sympathieklänge. Den framfördes första gången den 6 februari 1861 i Wien.

## Historia
Sedan 1697 hade Österrike och Ungern varit förenade i en personalunion. 1860 var det politiska läget spänt länderna emellan. Ungern strävade efter självständighet och förbjöd en tid österrikisk musik, Österrike svarade med att under 1861 års karneval förbjuda nationalkostymer. För att hävda sin nationella egenart arrangerade de ungerska studenterna i Wien en egen bal i det nyöppnade Dianabadsaal invid Donaukanalen. De närvarande bar till och med ungerska nationalkläder. Till balen komponerade Johann Strauss en nykomponerad polka i ungersk stil som han tillägnade de ungerska studenterna. Polkans titel och dedikation på både ungerska och tyska stod på framsidan av noterna, liksom kompositörens namn på de båda språken: Strauss János/Johann Strauss.

## Om polkan
Speltiden är ca 2 minuter och 56 sekunder plus minus några sekunder beroende på dirigentens musikaliska tolkning.